# Bani Muhammad Sultan
Bani Muhammad Sultan – miejscowość w Egipcie, w muhafazie Al-Minja, w dystrykcie Al-Minja. W 2006 roku liczyła 8136 mieszkańców.